# Black Friday (banda)
Black Friday es un grupo de música español de pop rock originario de Pamplona, Navarra. También son conocidos por el acrónimo BLCK.  La banda se formó en 2015 y está formada por Juancho Argenzio (teclado y coros), David Cerro (vientos y acordeón), Eduardo García (guitarra y coros), Luis Huici (voz y guitarra), Pope Monreal (vientos y bajo) y Julen Arbiol (batería).
La banda muestra influencias provenientes del folk anglosajón, con una fuerte presencia de trompetas y varias voces. "Ir un paso más allá de lo establecido" es el lema que define la forma y el fin del trabajo de este grupo de música. Los videos musicales de Black Friday han aparecido en varias televisiones de tirada nacional de España